# Betting (Frankrijk)
Betting (Duits: Bettingen bei Sankt Avold), tot 2005 Betting-lès-Saint-Avold, is een gemeente in het Franse departement Moselle (regio Grand Est) en telt 902 inwoners (1999). De plaats maakt deel uit van het arrondissement Forbach-Boulay-Moselle.

## Geografie
De oppervlakte van Betting bedraagt 4,4 km², de bevolkingsdichtheid is 205,0 inwoners per km².
De onderstaande kaart toont de ligging van Betting (Frankrijk) met de belangrijkste infrastructuur en aangrenzende gemeenten.

## Demografie
Onderstaande figuur toont het verloop van het inwonertal (bron: INSEE-tellingen).